# Rudolf zur Bonsen
Rudolf Walther Matthias Maria zur Bonsen (* 28. Oktober 1886 in Fredeburg, Sauerland; † 18. Oktober 1952 in Grainau) war ein deutscher Verwaltungsjurist. 1933/34 war er Regierungspräsident zunächst von Köln und anschließend von Stettin.

## Leben
Der Sohn des promovierten Gymnasiallehrers und Historikers Friedrich zur Bonsen und dessen Frau Maria Elisabeth, geborene Hömberg, wurde in Fredeburg geboren. Rudolf zur Bonsen schloss das Studium der Rechtswissenschaften mit der Promotion ab. Er wurde 1909 Gerichtsreferendar in Hamm, später in Haltern und Münster. 1914 wurde er zum Gerichtsassessor befördert und im selben Jahr zum Kriegsdienst eingezogen. Er wurde bis zum Ende des Ersten Weltkriegs bei der Zivilverwaltung in Belgien eingesetzt.
Ab 1919 arbeitete er bei der Regierung und anschließend beim Oberpräsidenten in Königsberg (Preußen). Danach wechselte er im September 1919 als Regierungsassessor zum Regierungsbezirk Köln. Dort wurde er 1922 unter Vizepräsident Karl Budding zum Regierungsrat ernannt,  dessen rechte Hand er im Verkehr mit den Besatzungsmächten war.  Später wurde er als Beisitzer und schließlich  dann Vorsitzender im Bezirksausschuss Köln. Am 1. Mai 1932 trat er in die NSDAP ein. Am 22. Februar 1933 wurde er als Regierungsvizepräsident, am 24. April 1933 als kommissarischer und am 15. Juni 1933 Regierungspräsident berufen. Im Frühjahr 1934 wurde er nach persönlicher Auseinandersetzung mit Hermann Göring über Kultur- und Kirchenpolitik zunächst in den einstweiligen Ruhestand versetzt. Aufgrund  scharfer Kritik in ausländischer Presse wurde er acht Tage später, am 20. April 1934 zum Regierungspräsidenten des Regierungsbezirks Stettin ernannt. In Stettin wurde er in scharfem Widerspruch zur Partei am 16. Oktober 1934 mit sofortiger Wirkung erneut in den einstweiligen Ruhestand versetzt. Im Oktober 1936 wurde von Bonsen zum  kommissarischen Präsidenten der Bau- und Finanzdirektion Berlin berufen. Bereits im Dezember 1936 erfolgte zum dritten Mal die Versetzung in den einstweiligen Ruhestand. Ende 1940 ging er in den endgültigen Ruhestand. Er lebte von 1937 bis 1952 zurückgezogen in Grainau/Oberbayern.

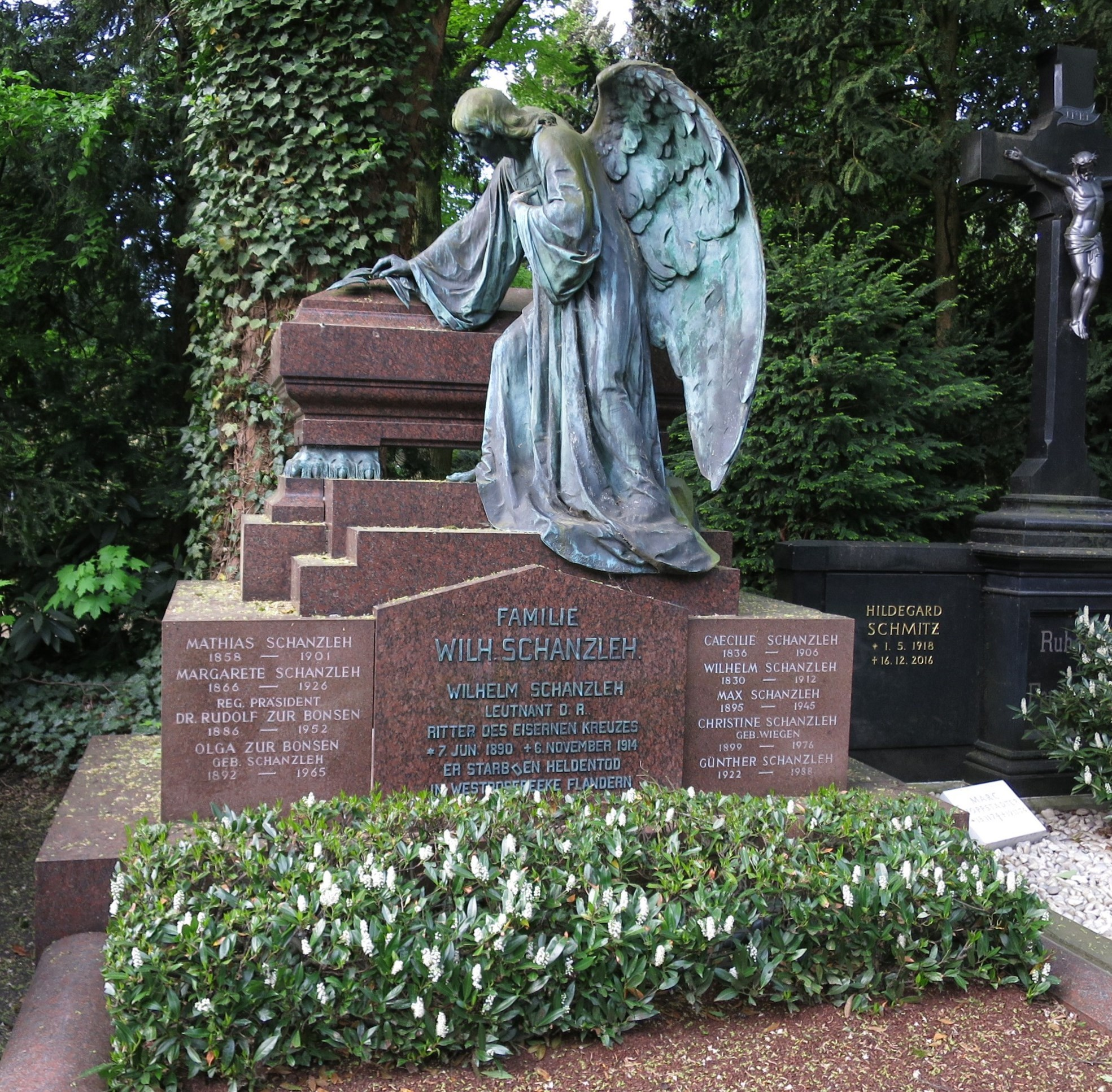
Grab der Familie Schanzleh (Friedhof Melaten)

Rudolf zu Bonsen wurde als NSDAP-Mitglied im Verfahren der Spruchkammer Garmisch-Partenkirchen als „entlastet“ eingestuft. Er gehörte von 1933 bis 1936 dem Ausschuss des Kölnischen Kunstvereins an.
Beigesetzt wurde er im Familiengrab seiner Frau Olga geb. Schanzleh auf dem Kölner Melaten-Friedhof (MA, zwischen Lit. V+W).